# Eutrema cordifolium
Eutrema cordifolium är en korsblommig växtart som beskrevs av Porphir Kiril Nicolai Stepanowitsch Turczaninow och Carl Friedrich von Ledebour. Eutrema cordifolium ingår i släktet skidörter, och familjen korsblommiga växter. Inga underarter finns listade i Catalogue of Life.